# Bogdanlia, Sofia
Bogdanlia (în bulgară Богданлия) este un sat în comuna Elin Pelin, regiunea Sofia,  Bulgaria. 

## Demografie
Componența etnică a satului Bogdanlia
     Bulgari (95,16%)
     Nicio identificare (4,83%)
     Altele (0%)
La recensământul din 2011, populația satului Bogdanlia era de 62 locuitori. Din punct de vedere etnic, majoritatea locuitorilor (95,16%) erau bulgari. Pentru 4,83% din locuitori nu este cunoscută apartenența etnică.